# Diákemlékmű (Barcaföldvár)
A barcaföldvári Diákemlékmű (németül: Studentendenkmal) az 1612-es földvári csatában elesett brassói szász diákoknak állít emléket. A falu délnyugati részén, egy dombtetőn áll; a helyszínen napjainkban is minden évben megemlékezést tartanak október 16-án, a földvári csata évfordulóján. Országos jelentőségű műemlékként tartják nyilván BV-IV-m-A-11919 kód alatt.

## Története
Az 1608-ban Erdély fejedelmévé választott Báthory Gábor céljai között szerepelt a gazdag szász városok elfoglalása, kiváltságaik megszüntetése. 1610-ben megszállta és birtokává tette Nagyszebent, nem sokkal ezután pedig a Barcaságot kezdte fosztogatni, és szemet vetett Brassóra is. Michael Weiss brassói városbíró úgy döntött, hogy nem várja be az ostromot és nyílt terepen fog megütközni Báthory seregeivel, azonban Barcaföldvár mellett döntő vereséget szenvedett. A csatában több száz szász vesztette életét, közöttük maga Weiss, továbbá a brassói gimnázium 39 (más források szerint 22) diákja.
Michael Weiss kitörését sokáig kritikusan ítélték meg, a 19. század második felében azonban a nemzeti tudatukban megerősödött erdélyi szászok a magyar uralom ellen harcoló hősként és példaképként kezdték tisztelni. A brassói diákok áldozata szintén a 19. század végén került be a köztudatba, Traugott Teutsch Der Prediger von Marienburg költeményének hatására. Egy emlékmű állításának ötlete legelőször 1891-ben merült fel. Az építmény kinézetét illetően Friedrich Balthes segesvári építész templom-szerű tervét (Gedächtniskirchlein) fogadták el, a szükséges összeg előteremtése céljából pedig az egész Barcaság területén adománygyűjtést rendeztek. Bár az emlékmű felavatását 1912-ben, a csata 300. évfordulóján tervezték, az állandó esőzések miatt nem tudták megtartani az ünnepséget, így végül 1913. október 21-én avatták fel. A Honterus-szoborhoz hasonlóan a Diákemlékmű is a magyar térfoglalás elleni szimbolikus tiltakozás, a cenki Millennium-emlékoszlop ellensúlyozása volt.
A szászok a második világháború kitöréséig minden évben megemlékezést szerveztek az emlékműnél, azonban a háború, majd a kommunista uralom miatt a rendezvények 1990-ig szüneteltek. 1998-ban helyrehozták az időközben lepusztult emlékművet. A brassói Honterus-líceum diákjai jelenleg is minden október 16-án, a csata évfordulóján megemlékezést tartanak. Ezt általában az építmény rendbetétele, környékének megtisztítása előzi meg.

## Leírása
A Diákemlékmű rokonságot mutat a német nemzeti összetartozást szimbolizáló Bismarck-tornyokkal, és Fritz Balthes eredetileg úgy tervezte, hogy a Bismarck-tornyokra jellemzően fáklyák fognak világítani benne.
Kialakítása szász templomokat idéz. A négyzet alaprajzú, gúlatetős torony 12 méter magas, belsejében lépcsők vezetnek a felső szint loggiájához. Keleti és nyugati oldalán Barcaföldvár, illetve Brassó címere látható. Északi és déli oldalán félkörös apszisok csatlakoznak hozzá; az északiból nyílik a bejárat. A déli apszis belső falára Barcaföldvár, Brassó és a szász univerzitás címereit festették a következő szöveg kíséretében: „Dem Andenken der vierzig Studenten, die hier am 16. Oktober 1612 im Kampfe für die Heimat ihr Leben ließen” (A szülőföldjük védelmében 1612. október 16-án életüket adó negyven diák emlékére).